# Harry C. Hale

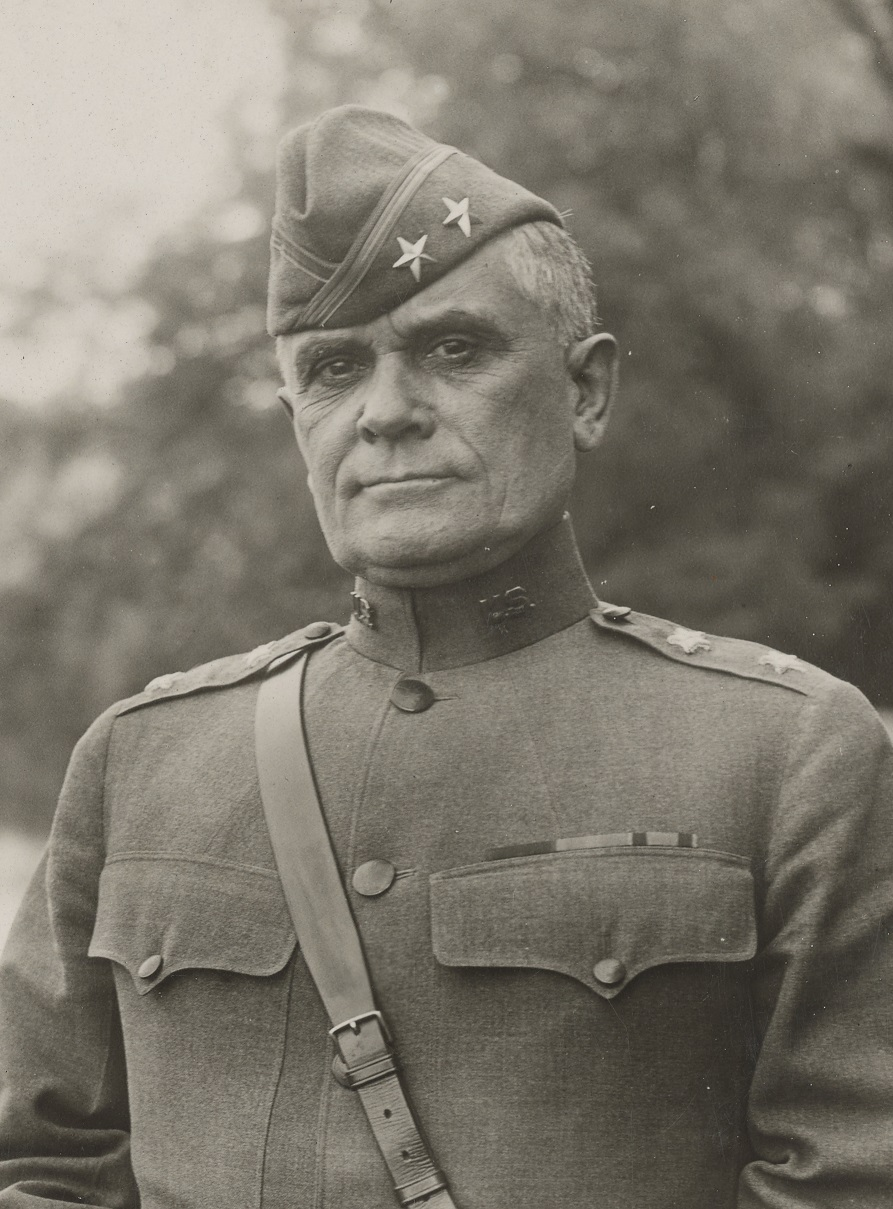
Harry C. Hale (1918)

Harry Clay Hale (* 10. Juli 1861 in Knoxville, Knox County, Illinois ; † 21. März 1946 in Palo Alto, Santa Clara County, Kalifornien) war ein Generalmajor der United States Army. Er war unter anderem Kommandeur der 1. Infanteriedivision.
Harry Hale war der Sohn von Talmedge Judson Hale (1823–1896) und dessen Frau Sara Payne Pierce (1826–1920). Zwischen dem 1. Juli 1879 und dem 13. Juni 1883 durchlief er die United States Military Academy in West Point. Nach seiner Graduation wurde er als Leutnant der Infanterie zugeteilt. In der Armee durchlief er anschließend alle Offiziersränge vom Leutnant bis zum Zweisterne-General.
Zunächst wurde er dem 12. Infanterie-Regiment zugewiesen, das zunächst in Fort Niagara stationiert war. Mitte der 1880er Jahre wurde er nach Fort Bennett im damaligen Department of Dakota versetzt, wo er an der Endphase der Indianerkriege teilnahm. Zwischenzeitlich war er für die Bewachung kriegsgefangener Indianer verantwortlich. Zwischen Oktober 1891 und April 1893 diente er im 20. Infanterie-Regiment in Fort Assinniboine in Montana. Seit September 1893 gehörte er dem Stab von Wesley Merritt an, der damals den Rang eines Brigadegenerals bekleidete und bald danach zum Generalmajor befördert wurde. Dabei war er zunächst in Saint Paul in Minnesota und dann auf Governors Island in New York City stationiert.
Während des Spanisch-Amerikanischen Kriegs gehörte er noch immer dem Stab von Merritt an und wurde auf die Philippinen versetzt. Hale nahm auch am anschließenden Philippinisch-Amerikanischen Krieg teil. Dabei war er im Jahr 1901 Kommandant eines Militärgefängnisses in Manila. Zwischenzeitlich kommandierte er das 1. Bataillon des 44. Infanterieregiments und das 2. Bataillon des 20. Infanterieregiments.
In den Jahren 1903 bis 1906 war Harry Hale Stabsoffizier in Washington, D.C. Im Jahr 1906 absolvierte er das Naval War College. Anschließend wurde er erneut auf die Philippinen versetzt, wo er bis 1909 verblieb. Dort war er zunächst wieder Bataillonskommandeur und danach Stabsoffizier. Nach seiner Rückkehr in die Vereinigten Staaten diente er an verschiedenen Standorten unter anderem in San Francisco, in Chicago, in Omaha in Nebraska und in Fort McPherson in Georgia. Zwischen 1912 und 1914 war er erneut Stabsoffizier in Washington. Dann kommandierte er das 14. Infanterieregiment, das an der mexikanischen Grenze stationiert war. Im Jahr 1915 übernahm er das Kommando über das 20. Infanterieregiment. Anschließend wurde er nach China versetzt, wo er zwischen Februar 1916 und August 1917 verblieb.
Inzwischen waren die Vereinigten Staaten in den Ersten Weltkrieg eingetreten. Hale wurde in die USA zurückbeordert, wo er im August 1917 das Kommando über die 84. Infanteriedivision erhielt, die auf dem Stützpunkt Camp Zachary Taylor  bei Louisville in Kentucky stationiert war. Seine Aufgabe war es diese Division auf einen Kriegseinsatz vorzubereiten. Ende 1917 begab sich Hale persönlich nach Europa um einen Eindruck von den dortigen Kriegsereignissen zu bekommen. Im September 1918 führte er seine Division nach Europa. Allerdings kam es in Folge des Waffenstillstands vom 11. November 1918 für seine Einheit zu keinem militärischen Einsatz mehr. Im November 1918 übernahm Harry Hale das Kommando über die 26. Infanteriedivision. Dieses Kommando behielt er bis zur Auflösung der Division Anfang 1919. Seine Hauptaufgabe war die Rückführung der Truppen in die Vereinigten Staaten. In den Jahren 1919 und 1920 leitete Hale ein Demobilisierungslager in Camp Dix in New Jersey. Danach wurde er zu den Besatzungstruppen nach Deutschland versetzt, wo er zwischen Dezember 1920 und November 1921 eine Brigade kommandierte. Zwischen Februar und Dezember 1922 kommandierte Hale die 1. Infanteriedivision. Anschließend übernahm er in Chicago das Kommando über die Sixth Corps Area, das er zwischen dem 2. Dezember 1922 und dem 10. Juli 1925 ausübte. Danach ging er in den Ruhestand.
Der seit 1886 mit Elizabeth C. Smith verheiratete Generalmajor verbrachte seinen Lebensabend abwechselnd in Palo Alto in Kalifornien und in Rockville in Maryland. Er starb am 21. März 1946 in Palo Alto und wurde auf dem Nationalfriedhof Arlington beigesetzt.

## Orden und Auszeichnungen
Harry Hale im Lauf seiner militärischen Laufbahn unter anderem die Auszeichnung Army Distinguished Service Medal.